# Имејл-петља
Петља електронске поште је феномен бесконачне петље, која произилази из МТА, скрипти или имејл клијената који генеришу аутоматске одговоре или одговоре. Ако неки такав аутоматски одговор активира други аутоматски одговор на другој страни, петља електронске поште је створена. Процес може наставити све док сандуче није пуно или не достигне свој лимит слања мејла. У теорији, петља електронске поште може ићи у бесконачност. Петље електронске поште се могу проузроковати случајно или намерно, проузроковајући DoS напад. Иако ретко, петља електронске поште која садржи више од два учесника се може активирати.
Петље електронске поште нису честе данас као што су некад биле, због промена софтвера мејла, и на страни клијента и на страни сервера, који спречавају одговоре ка одговорима одмора и откоченим одговорима мејла.

## Цена петље електронске поште
- Проток: Петље електронске поште користе одграничен проток над интернетом.
- Време процеса: Петље електронске поште ће узети време процеса и могу показати остале процесе
- Простор на диску: Аутоматски мејлови су углавном сачувани у сандучићима учесника.
- Људско време: Мрежни администратори можда морају интервенисати како би поправили проблем, или почистили сандучиће. Такође корисник/власник сандучета ће морати да избрише нумерисане одговоре да би очистио сандуче .

## Узроци
- Autoresponders, such as automatic "on vacation" replies
- Email bounces due to, for example, exceeding the inbox disk quota
- Replies to indicate that that mail has been delivered
- Replies to email read-receipts
- Misconfigured email servers that try to deliver messages to systems that pass the message along to another host, with a loop leading in a circle. (Modern mail systems will detect mail forwarded back and forth between two hosts, but a routing loop involving three hosts is much harder to detect.)

## Превенција
- Систем мејлова треба да задржи заглавље долазећих мејлова док извршава било који тип операције ауто-прослеђивања.
- Ауто респондер: Не слати више од 'x' одговора исто пошиљаоцу.
- Заклавља која показују на ауто-респондере, као X-Auto-Response-Suppress: All (Микрософ Ексчејнџ[1]) или Auto-Submitted: auto-generated ( 3834[2])